# Marie-Cathérine Arnold
Marie-Cathérine Arnold (Hannover, 7 de noviembre de 1991) es una deportista alemana que compite en remo.
Ganó dos medallas de plata en el Campeonato Mundial de Remo, en los años 2015 y 2018, y cuatro medallas en el Campeonato Europeo de Remo entre los años 2014 y 2020.
Participó en los Juegos Olímpicos de Río de Janeiro 2016, ocupando el séptimo lugar en la prueba de doble scull.

## Palmarés internacional
| Campeonato Mundial | Campeonato Mundial     | Campeonato Mundial | Campeonato Mundial |
| Año                | Lugar                  | Medalla            | Prueba             |
| ------------------ | ---------------------- | ------------------ | ------------------ |
| 2015               | Aiguebelette (Francia) | Medalla de plata   | Cuatro scull       |
| 2018               | Plovdiv (Bulgaria)     | Medalla de plata   | Cuatro scull       |
| Campeonato Europeo |                        |                    |                    |
| Año                | Lugar                  | Medalla            | Prueba             |
| 2014               | Belgrado (Serbia)      | Medalla de plata   | Cuatro scull       |
| 2015               | Poznań (Polonia)       | Medalla de oro     | Cuatro scull       |
| 2016               | Brandeburgo (Alemania) | Medalla de oro     | Cuatro scull       |
| 2020               | Poznań (Polonia)       | Medalla de plata   | Ocho con timonel   |